# Vent catabàtic

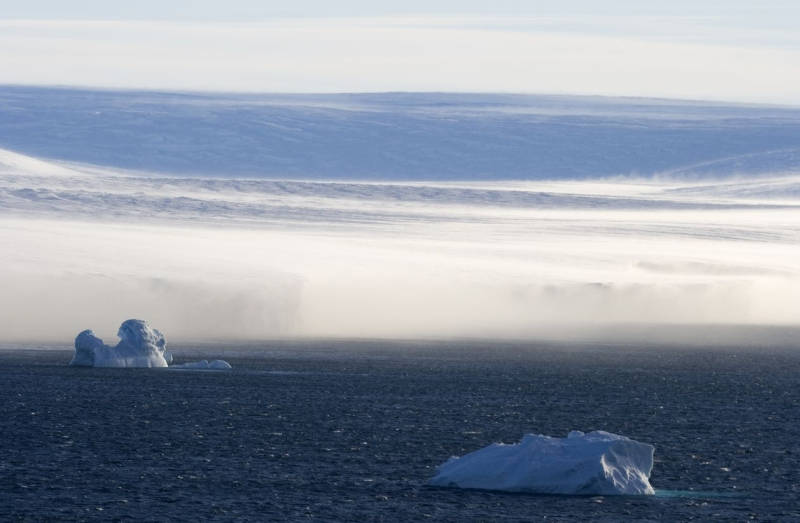
Vent catabàtic a l'Antàrtida

El vent catabàtic és el vent descendent, sigui per efecte de la seva velocitat adquirida, sigui per la seva major densitat amb relació a l'aire circumdant.
El nom del vent prové del grec: katabatikos i significa 'anant cap avall de la muntanya'; és el nom tècnic per a un vent de drenatge, un vent que porta aire d'alta densitat des de gran altitud pel pendent sota la força de la gravetat. Els vents catabàtics poden agafar la velocitat del vent d'un huracà, però la majoria no són tan intensos i molts tenen la velocitat de 10 nusos o menys.
No tots els vents que davallen pel pendent de la muntanya són catabàtics. Per exemple, els vents tipus Foehn, Chinook o Bergwind són vents d'ombra pluviomètrica a sotavent. Els exemples de vents autènticament catabàtics inclouen la Bora (o Bura) a l'Adriàtic, el Santa Ana al sud de Califòrnia, i el vent Oroshi del Japó.